# Route nationale 2 (Madagaskar)

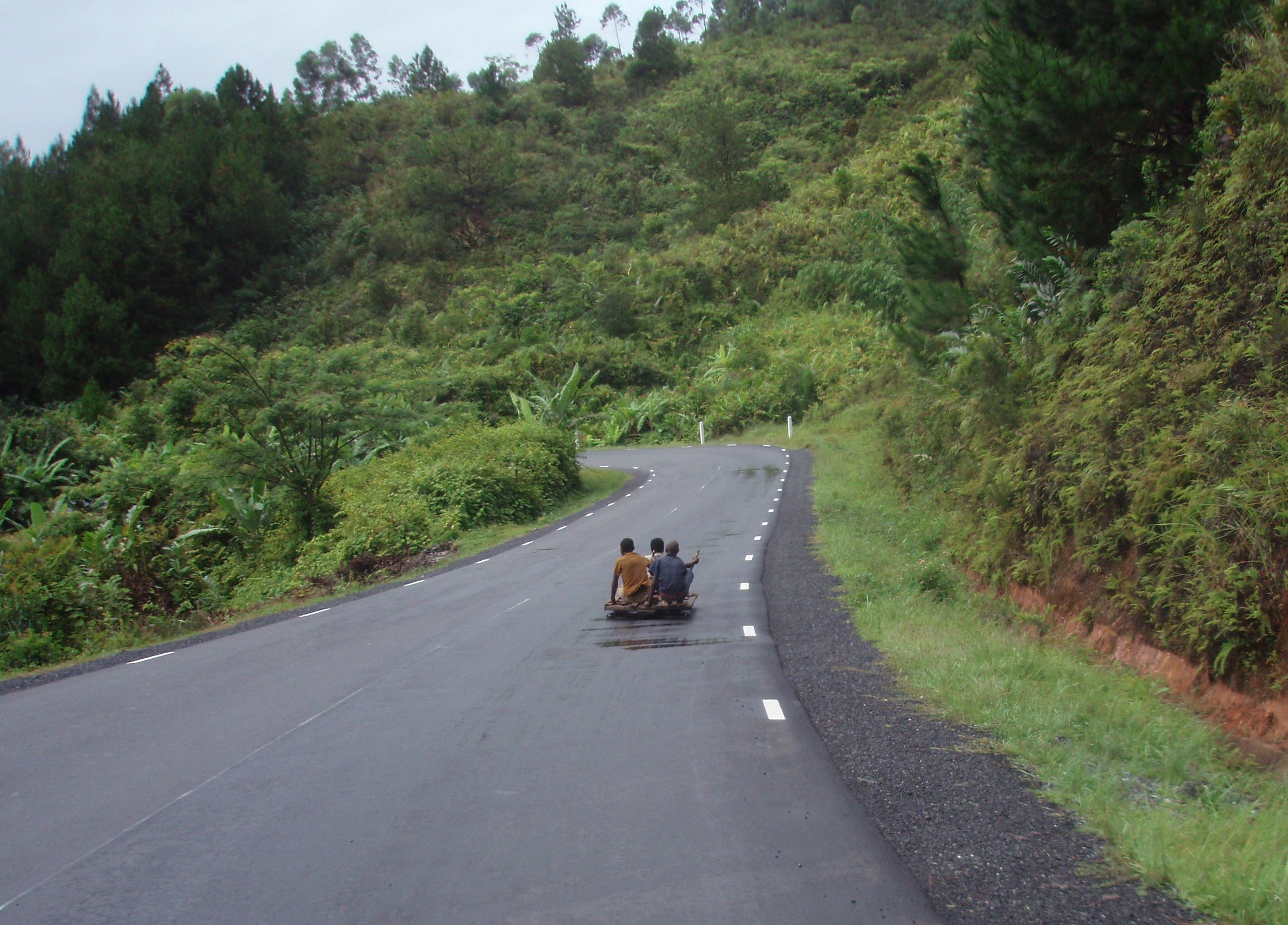
Die Route nationale 2 nahe Beforona

Die Route nationale 2 (RN 2) ist eine 367 km lange Nationalstraße in Madagaskar. Sie verläuft von der Hauptstadt Antananarivo im Zentrum des Landes über Moramanga, Beforona und Antsampanana nach Toamasina, dem wichtigsten Handelshafen an der Ostküste.
Die RN 2 ist asphaltiert und befand sich bis 2009 insgesamt in einem guten Zustand. Seit dem Umsturz von 2009 verfiel die Straße aufgrund ausbleibender Wartungs- und Reparaturarbeiten.